# Aglaostigma fulvipes
Aglaostigma fulvipes is een vliesvleugelig insect uit de familie van de bladwespen (Tenthredinidae). De wetenschappelijke naam van de soort is voor het eerst geldig gepubliceerd in 1763 door Scopoli.
Aglaostigma fulvipes is zwartachtig met een rode gordel, maar is aan de zijkanten en onderkant gemarkeerd met roomgeel en op het hoofd (vaak uitgebreider bij mannetjes maar veel minder bij vrouwtjes).